# Duvar (Île-du-Prince-Édouard)
Pour les articles homonymes, voir Duvar.
Duvar est une communauté dans le comté de Prince de l'Île-du-Prince-Édouard, au nord de O'Leary.